# Gallicolombe pampusane
Pampusana xanthonurus
Espèce
Statut de conservation UICN

 NT  : Quasi menacé
La Gallicolombe pampusane (Pampusana xanthonura), anciennement Gallicolumba xanthonura), est une espèce d'oiseaux appartenant à la famille des colombidés.

## Répartition
Elle vit sur l'île  de Yap et dans les forêts du nord des îles Mariannes. Elle a disparu de l'île de Guam après l'introduction sur l'île du serpent Boiga irregularis.

## Habitat
Elle habite les forêts.
Elle est menacée par la perte de son habitat.